# Следственный судья
Следственный судья (также именуемый судья-следователь, расследующий магистрат, допрашивающий судья) — должностное и процессуальное лицо в правовой системе ряда европейских и южноамериканских стран (как правило, тех из них, где указанный правовой институт исторически произрастает из светского инквизиционного процесса), отвечающее за единоличное проведение судебного расследования по административным и уголовным делам, совмещающее функции судьи и следователя, занимающееся разбором дела самостоятельно, без участия присяжных заседателей, стороны защиты (адвокат). Сторона обвинения (прокурор) может принимать или не принимать участия в процессе рассмотрения дела следственным судьёй, в зависимости от специфики законодательства конкретной страны. Нередко следственный судья выступает первой и последней инстанцией, особенно в том случае, если характер предмета расследования исключает публичность, т.е. возможность огласки судебного процесса. В странах с институтом магистрата следственный судья обладает статусом магистрата.
Полномочия следственного судьи в некоторых странах в отдельные исторические периоды, например во Франции XIX века, были настолько широки, что писатель Оноре де Бальзак называл их «самыми влиятельными людьми в стране».

## Функции
Предельно упрощённо, главные функции следственного судьи состоят в том, чтобы на основе данных проведенного им расследования установить:
- Имеется ли в инкриминируемых подозреваемому лицу действиях признаки преступления;
- Ответственно ли подозреваемое лицо за инкриминируемые ему действия.

Иными словами, следственный судья принимает решение о начале судопроизводства по делу, наличии, либо отсутствии состава преступления, а также о подсудности или неподсудности подозреваемого в зависимости от наличия тех или иных обстоятельств, исключающих преступность деяния. После этого, в том случае, если состав преступления отсутствует, следственный судья принимает решение об освобождении подозреваемого из-под стражи. Если же он усматривает состав преступления в действиях подозреваемого, то подозреваемый переквалифицируется в обвиняемого, дело передаётся для дальнейшего рассмотрения в ходе судебного разбирательства с участием судей, присяжных, адвоката и прокурора. В том случае, если параллельно с институтом следственных судей в стране существует прокурорский надзор за ходом досудебного расследования (например, во Франции), то от следственного судьи требуется согласовать результаты расследования с прокуратурой. Если прокурор согласен с проведенным расследованием, он возвращает материалы дела следственному судье, который после этого выносит постановление о направлении дела в соответствующую судебную инстанцию либо о прекращении уголовного расследования.
По итогам проведённого им расследования следственный судья составляет заключение, в котором излагает все установленные им обстоятельства произошедшего и свои суждения относительно главного фигуранта расследования.

## География
Страны, в которых данный правовой институт существует до сих пор:
- Бельгия
- Греция
- Ирак (с местной спецификой)
- Испания
- Нидерланды
- Франция
- Хорватия

С недавнего времени должность следственного судьи была введена в ряде постсоветских стран (при этом, названия её могут варьироваться, в Грузии должность называется «судья-магистрат», в Молдове — «судья по уголовному преследованию», в Эстонии — «судья предварительного следствия»):
- Армения (на стадии рассмотрения, проект УПК Республики Армения)
- Грузия (2015, ст. 20 УПК Грузии)
- Казахстан (2015, ст. 55 УПК Республики Казахстан)
- Кыргызстан (на стадии рассмотрения, ст. 32 проекта УПК Кыргызской Республики)
- Латвия (2005, ст. 210 УПК Латвии)
- Литва (2002, ст. 158 УПК Литовской Республики)
- Молдова (2003, ст. 41 УПК Республики Молдова)
- Украина (2013, п. 18 ч. 1 ст. 3 УПК Украины)
- Эстония (2003, ст. 21 УПК Эстонии)

Должность следственного судьи существовала, но была упразднена:
Европа
- ФРГ (1974)
- Италия (1989)
- Польша (1949)
- Португалия (1987)
- Швейцария (2011)
- Югославия

Южная Америка
- Венесуэла
- Парагвай
- Уругвай
- Чили

Россия
С момента возникновения РФ, должность следственного судьи по примеру иностранных государств несколько раз предлагалось ввести в российское уголовно-процессуальное законодательство. Пропонентами введения данной должности в УПК РФ на современном этапе являются профессор кафедры уголовного процесса Нижегородской академии МВД А. С. Александров и советник Конституционного суда А. В. Смирнов, а также ряд членов Комитета гражданских инициатив под председательством Алексея Кудрина.